# 7267 Victormeen
7267  Victormeen eller 1943 DF är en asteroid i huvudbältet som korsar Mars omloppsbana. Den upptäcktes den 23 februari 1943 av den finska astronomen Liisi Oterma vid Storheikkilä observatorium. Den har fått sitt namn efter Victor Ben Meen.